# غاري باكلاند
غاري باكلاند (بالإنجليزية: Gary Buckland)‏ مواليد 12 يونيو 1986 في كارديف، ويلز، هو ملاكم محترف ويلزي يصنف ضمن فئة الوزن الخفيف.

## إحصائيات
خاض خلال مسيرته 38 نزالا، فاز في 31 ولم يتعادل وخسر في 7. فاز بالضربة القاضية في 9 نزالات.